# Jugoslaviska mästerskapet i fotboll 1935/1936
 Jugoslaviska mästerskapet i fotboll 1935/1936  innebar att man ännu en gång användesig av en cupturnering, som spelades 7 juni-2 augusti 1936. Antalet klubbar hade utökats med fyra, till 14. De kroatiska klubbarna Concordia Zagreb och Hajduk Split drog sig ur, då de motsatte sig spelformatet. 

## Cupsystem

### Åttondelsfinaler
BSK 2-1, 4-1 Radnički Kragujevac
Ljubljana 3-0, 3-0 Concordia Zagreb
(Concordia Zagreb drog sig ur turneringen, Ljubljana tilldömdes segern med 3-0)
Krajišnik Banja Luka 3-0, 3-0 Hajduk Split
(Hajduk Split drog sig ur turneringen, Krajišnik Banja Luka tilldömdes segern med 3-0)
Slavija Sarajevo 3-3, 2-1 Crnogorac Cetinje
Građanski Skopje 2-1, 4-0 Građanski Niš
NAK Novi Sad 4-0, 3-3 ZAK Velika Kikinda
Slavija Osijek 1-0, 4-0 ZAK Subotica

### Kvartsfinaler
Ljubljana 3-1, 4-1 Krajišnik Banja Luka
Slavija Sarajevo 1-2, 10-1 Građanski Skopje
NAK Novi Sad 4-0, 2-0 Slavija Osijek
BSK (vidare)

### Semifinaler
BSK 3-1, 3-1 Ljubljana
Slavija Sarajevo 1-1, 3-1 NAK Novi Sad

### Final
BSK 1 - 1, 1 - 0 Slavija Sarajevo
- skyttekung: Moša Marjanović (5 mål på 6 matcher)

### Mästarna
BSK Belgrad (Tränare: Antal Nemes)
- Franjo Glaser
- Djordje Popović
- Predrag Radovanović
- Milorad Mitrović
- Milorad Arsenijević
- Ivan Stevović
- Gustav Lechner
- Aleksandar Tirnanić
- Slavko Šurdonja
- Blagoje Marjanović
- Đorđe Vujadinović
- Vojin Božović
- Svetislav Glišović